# NGC 4324
NGC 4324 este o galaxie lenticulară situată în constelația Fecioara. A fost descoperită în 4 martie 1862 de către Heinrich Louis d'Arrest. Se află la o distanță de 26,18 de megaparseci de Pământ.